# Au clair de la lune ou Pierrot malheureux
Pour plus de détails, voir Fiche technique et Distribution.
Au clair de la lune ou Pierrot malheureux est un film de Georges Méliès sorti en 1904 au début du cinéma muet.

## Synopsis
Un Pierrot joue d'un instrument devant une bâtisse, dont sort un gentilhomme énervé par ces bruits et le menace. Pierrot se met ensuite à dépérir. Soudain, la Lune se met à grossir, sur le croissant de laquelle est allongée une femme. Pierrot lui fait la cour, puis joue à nouveau de son instrument. L'homme énervé revient alors, mais cette fois-ci avec ses sbires qui tentent de l'attraper. La dame sur la Lune fait aussitôt disparaître ces acolytes et grimper Pierrot sur le croissant, puis change l'apparence du gentilhomme en personnage crasseux. Le couple disparaît, un œil remplace la Lune puis plus rien. Pendant ce temps, le gentilhomme n'est pas reconnu par ses valets, qui le rouent de coup. La Lune revient, sous la forme d'un visage et se met à rire de moquerie.

## Fiche technique
- Titre : Au clair de la lune ou Pierrot malheureux
- Réalisation : Georges Méliès
- Durée : 3 minutes
- Date de sortie : France : 1904

## Distribution
- Georges Méliès : le gentilhomme avare